# East Midlands Trains
East Midlands Trains (EML) was van 2007 tot 2019 een Britse spoorwegonderneming die opereerde in delen van Engeland.
De spoorwegonderneming kwam in 2007 tot stond en werd gesubsidieerd door Stagecoach Group. Op 11 november startte de onderneming met het opereren van het treinverkeer. Hiermee volgde ze Midland Mainline en Central Trains op. Ze had een contract gekregen dat liep tot 1 april 2015, met een mogelijkheid om dit in te korten tot 2013. In 2015 werd er een tweede contract gegeven, dat liep tot 2018.
In 2017 kreeg het bedrijf veel kritiek van de vakbond RMT, omdat de lonen voor het personeel van East Midlands Trains niet genoeg werden bijgesteld aan de inflatie.
In 2019 werd het bod van Stagecoach afgeslagen omdat ze niet aan de gestelde regels zouden voldoen. Vanaf 18 augustus dat jaar nam East Midlands Railway, gesubsidieerd door Abellio, de spoorverbindingen over.